# هوبلی (فیلم)
«هوبلی» (انگلیسی: Hubli (film)) فیلمی در ژانر اکشن است که در سال ۲۰۰۶ منتشر شد.